# Knowles (Oklahoma)
Knowles es un pueblo ubicado en el condado de Beaver en el estado estadounidense de Oklahoma. En el año 2010 tenía una población de 11 habitantes y una densidad poblacional de 22 personas por km².

## Geografía
Knowles se encuentra ubicado en las coordenadas 36°52′25″N 100°11′34″O / 36.87361, -100.19278 (36.873697, -100.192888).

## Demografía
Según la Oficina del Censo en 2000 los ingresos medios por hogar en la localidad eran de $24,583 y los ingresos medios por familia eran $43,750. Los hombres tenían unos ingresos medios de $25,000 frente a los $20,833 para las mujeres. La renta per cápita para la localidad era de $11,887. Alrededor del 43.5% de la población estaban por debajo del umbral de pobreza.